# Place de l'Eurasie (Moscou)
Pour les articles homonymes, voir Place de l'Europe.
La place de l'Eurasie (en russe : Площадь Евразии; avant le 24 juillet 2024, la place de l'Europe, en russe : Площадь Европы) est une place de Moscou.

## Situation et accès
Elle est située dans le quartier de Dorogomilovo du district administratif ouest. Elle est bordée de la gare de Kiev, de l'hôtel Slavianskaïa, du square de Kiev (ou square de Borodino) et de la Moskova que l'on traverse sur une passerelle vitrée construite en 2001 et appelée le pont Bogdan Khmelnitski.

## Origine du nom
Le nom constitue le symbole de l'unité européenne.

## Historique
La place de l'Europe a été aménagée en 2001-2002 dans le cadre d'un projet belgo-russe, comme symbole de l'unité européenne. Des places similaires ont été aménagées aussi dans d'autres pays du continent européen.
Le 18 mars 2023, les drapeaux des pays européens qui flottaient sur la place ont été retirés et le 24 juillet 2024, la place a été rebaptisée place Eurasie. Cela était dû à la détérioration des relations avec l'Europe après l'invasion de l'Ukraine par la Russie en février 2022.

## Bâtiments remarquables et lieux de mémoire
Une grande fontaine, œuvre du Belge Olivier Strebelle, avec une statue représentant l'Enlèvement d'Europe et symbolisant le continent, ainsi que les 48 drapeaux des pays européens au-dessus d'autant de colonnes se trouvent au milieu de la place. L'architecte de la place est l'académicien Y. Platonov.